# رامون کولون-لوپز
رامون کولون-لوپز (انگلیسی: Ramón Colón-López؛ زادهٔ ۲۱ اکتبر ۱۹۷۱) فرمانده نظامی اهل ایالات متحده آمریکا است، که هم‌اکنون به‌عنوان مشاور رئیس ستاد مشترک نیروهای مسلح ایالات متحده آمریکا فعالیت می‌کند.